# Coal Grove (Ohio)
Pour les articles homonymes, voir Coal Grove.
Coal Grove est un village américain situé dans le comté de Lawrence, dans l'Ohio. Selon le recensement de 2010, sa population est de 2 069 habitants.